# Frøbjerg Bavnehøj
Frøbjerg Bavnehøj er et 130,06 meter højt punkt, som er navngivet efter frugtbarhedsguden Frej. Det er beliggende i Assens Kommune ved landsbyen Frøbjerg 4 kilometer fra Tommerup Stationsby. Det er Fyns højeste punkt og består af moræneler. Området mellem Vissenbjerg og Frøbjerg er et stærkt kuperet dødislandskab fra slutningen af sidste istid. Området er fredet i 1947.
Der er flere adgangsveje til toppen af Frøbjerg Baunehøj. Følger man den længste ad stiarealet, passerer
man en række kulturelle erindringssteder af nationalhistorisk karakter:
- Kvindernes valgret i forbindelse med grundlovens ændring i 1915. Etableret i 1918.
- Genforeningen i 1920. Etableret i 1922.
- 150 året for stavnsbåndets løsning. Etableret i 1939.
- Mindesten over Fyns første folkevalgte biskop, A.J. Rued. Etableret i 1948.
- Mindelund for besættelsestidens ofre fra Fyns Stift, rejst 1954.
- Mindesten for to af Bavnehøjselskabets stiftere, J. Kyed og J.J. Vest.
- Grundloven af 1849's 150 års jubilæum. Etableret i 1999.

På højen afholdes det årligt tilbagevendende Frøbjerg Festspil.